# Skalar
Skalar je pojam iz matematike prisutan i u fizici (skalar (fizika)), koji je uveden u svrhu razlikovanja veličina koje se pojavljuju u prirodi. Skalari su sve veličine koje možemo izraziti samo jednim podatkom i međusobno se mogu uspoređivati samo po jednoj koordinatnoj osi. Njegova je vrijednost uvijek realan broj i sa skalarima možemo vršiti sve algebarske radnje koje vrijede za sve realne brojeve.
Primjer skalara je obujam, masa, temperatura i energija.

## Vidjeti također
- Skalarni produkt
- Vektor
- Tenzor
- Verzor